# 頭髮醬油
頭髮醬油是以人类头发或其他动物的毛发作为原料之一生产的酱油。
中国中央电视台2004年在节目中曾将头发酱油作为黑心食品之一曝光。“毛发水”也被列入《食品中可能违法添加的非食用物质和易滥用的食品添加剂名单》。

## 历史
日本的毛发学者大门一夫在研究人类毛发时，曾经做过用头发制造酱油的实验。研究小组将人类的头发在盐酸中加热10小时以将蛋白质水解为氨基酸和肽。制得的液体欠缺酱油应有的挥发性成分，故而研究小组认为该制法缺乏实用性。
有日文杂志记述在二战期间和战后的日本，曾经有用人类的头发制造酱油的事例。制法为“将头发浸泡在10%稀盐酸内，煮沸24小时，过滤后以氢氧化钠中和”。

## 新闻事件

### 2004年湖北
2004年1月5日，湖北省荆州市一家调味品工厂用“氨基酸液”加氢氧化钠、盐酸、红糖、色素等原料勾兑酱油。而湖北省另一家专门生产“氨基酸液”的公司所采用的原料是各种富含蛋白质的废物，主要有人的毛发，医用棉等。原料不经任何处理直接进行酸解，还原成氨基酸。而湖北省的不肖业者生产的这些黑心头发酱油不仅在大陆销售，并且还流入香港市场。

### 2004年河北
沈阳媒体《沈阳今报》报道，来自全国各地的头发大部分被集中到河北省新乐市，经过初步加工后再销往河北、山东、四川、重庆等地。这些头发据分析是被制成了氨基酸液（俗称毛发水）。

## 製造過程
不法商贩首先在東北、華北等地，以每公斤1元人民幣的價錢，在理髮店收集從客人身上剪下來的頭髮，經簡單的挑揀後，再以每公斤1.8人民币的價錢賣給湖北的化工廠。
在化工廠內用鹽酸和其他化學劑提煉，得到氨基酸溶液。這些溶液被賣至全國各地的小廠再製成醬油。由於政府對醬油內的氨基酸含量有嚴格限制，不法商人就用從頭髮提煉的氨基酸溶液去補充，以減少大豆等一般醬油原料的使用，從而節省金錢。

## 危害
收集回來的頭髮含有染发剂和各种洗护用品的成分，作为食品材料对人体有害。
提練出來的溶量含有砷、鉛、氯丙醇等有害物質，製成的醬油含有4-甲基咪唑，可誘發癲癇。食用這種醬油有致癌的可能。